# Centaurea deustiformis
Centaurea deustiformis — вид квіткових рослин айстрових (Asteraceae). Ареал: Північна Македонія, Албанія, північна Греція.

## Біоморфологічна характеристика
Багаторічна рослина 10–20 см. Листки зелені, ворсисті, перисто-розсічені, сегменти від ланцетних до довгастих. Квіткові голови поодинокі. Обгортка 8 мм, яйцювато-циліндрична, придатки округлі, на верхівці мукронатні. Квітки пурпурові. Період цвітіння: літо.

## Середовище
Населяє вапнякові скелі, скелясті схили, кам'янисті ґрунти, лісові галявини.